# Октябрський (Калузька область)
Октябрський (рос. Октябрьский) — селище в Ферзиковському районі Калузької області Російської Федерації.
Населення становить 1116 осіб. Входить до складу муніципального утворення Октябрська сільрада.

## Історія
Від 2004 року входить до складу муніципального утворення Октябрська сільрада

## Населення
| 2002 | 2010  | 2011  |
| ---- | ----- | ----- |
| 1021 | ↗1064 | ↗1116 |